# Vitaceae
Las vitáceas (Vitaceae) son una familia de plantas leñosas, principalmente lianas provistas de zarcillos opositifolios. Hojas alternas generalmente palmatilobuladas o palmaticompuestas. Flores pequeñas, hermafroditas o dioicas, actinomorfas, pentámeras o tetrámeras; cáliz gamosétalo, poco desarrollado; corola de pétalos libres o concrescentes por su parte superior, caduca; ovario súpero, con 2 óvulos por lóculo. Inflorescencias diversas, generalmente paniculiformes. Frutos en bayas. Existen unas 600 especies, la mayoría de países cálidos.

## Sub-familias
- Vitoideae (Durande, 1782 ex Juss., 1789) Eaton, 1836:
  - Cissus L., 1753
  - Cyphostemma (Planch.) Alston in Trimen, 1931
  - Acareosperma Gagnep. , 1919
  - Ampelocissus Planch., 1884, nom. cons.
  - Parthenocissus Planchon, in A.DC. & C.DC., 1887, nom. cons.
  - Ampelopsis Michx., 1803
  - Clematicissus  Planch., in A.DC. & , C.DC., 1887, 1887
  - Tetrastigma (Miq.) Planch., in A.DC. & , C.DC., 1887, 1887
  - Rhoicissus Planch., in A.DC. & , C.DC., 1887
  - Pterocissus Urban & Ekman, 1926
  - Vitis
  - Yua C.L.Li, 1990

- Leeoideae (DC., 1824) Burmeist., 1837
  - Leea D.van Royen ex Linnaeus, 1767, nom. cons.[2]

## Sinonimia
- Ampelidopsaceae, Cissaceae, Pterisanthaceae